# Aeródromo de La Alameda Mocorito
El Aeródromo de La Alameda Mocorito o simplemente Aeródromo de Mocorito (Código OACI: MX74 – Código DGAC: MFP) es un pequeño aeropuerto privado de uso público ubicado al oeste de la ciudad de Mocorito, Sinaloa. Cuenta con una pista de aterrizaje de 650 metros d largo y 12 metros de ancho, área para aparcar aeronaves y hangares. en el año 2007 el ejército mexicano incautó dos aeronaves ligeras en este aeródromo debido a la falta de registro de almacenamiento de combustible y bitácora de vuelos. El aeródromo actualmente solo se usa con propósitos de aviación general.